# Милорадович Єлизавета Іванівна
Графиня Єлизавета Іванівна Скоропадська, у шлюбі Милорадович (12 січня 1832 — 27 лютого 1890) — українська громадська діячка і меценатка. Тітка гетьмана Павла Скоропадського. Дружина дійсного статського радника Льва Милорадовича (1808—1879), дядька українського історика графа Григорія Милорадовича (1834—1905).

## Дитинство
Єлизавета Скоропадська народилася 31 грудня 1831 року (1 січня 1832 року) у відомому палаці Качанівка Борзненського повіту Чернігівської губернії (тепер Ічнянський район Чернігівської області). Є відомості, що народилась у маєтку Тростянець Прилуцького повіту Полтавської губернії (палац до наших днів не зберігся), відоме нині своїм унікальним дендропарком. Це колишній родовий маєток Скоропадських. Саме в ньому Єлизавета провела дитинство і юність.
Походила з двох старовинних українських родів — Скоропадських і Тарновських. Батько — Іван Михайлович Скоропадський (30 січня 1805 — 8 лютого 1887) — належав до лінії генерального бунчужного Василя Скоропадського, рідного брата гетьмана Івана Скоропадського (1708—1722 рр.).
І. Скоропадський дбав про освіту, опікувався культурою, справою свого життя вважав діяльну участь у визволенні кріпаків, заснував чоловічу гімназію в Прилуках, відомий був іншими добрими справами. Він славився гостинністю й добротою, гарною господарською жилкою. Заклав у 1834 році унікальний дендропарк в маєтку Тростянець (нині Ічнянський район Чернігівської області) із мальовничими галявинами, оригінальними композиціями насаджень, штучно створеним рельєфом, ставками, малими архітектурними спорудами на площі у 205 га, де ростуть і тепер понад 800 видів дерев та чагарників і міститься дендрологічний заповідник НАН України.
У 1849 році Скоропадський одружився з Єлизаветою Петрівною Тарновською, з роду відомих фундаторів Українського Національного музею в Чернігові, і Маркевичів.
У Єлизавети була сестра Наталя (1840—1890), котра мешкала переважно за кордоном (зокрема, в Парижі) та була неодруженою, і брат Петро (1834—1885 (1887)), офіцер гвардії Кавалергардського полку. Він прославився у війнах на Кавказі, а по завершенні військової кар'єри обіймав посаду предводителя дворянства у Стародубському повіті, займався громадською діяльністю. Петро Іванович одружився з Марією Андріївною (1839—1900) зі старовинного козацького старшинського роду Миклашевських і мав трьох дітей: старшого сина Михайла (1879-?), котрий помер молодим, дочку Єлизавету і сина Павла (1872—1945), котрий увійшов у історію як останній гетьман України.

## Шлюб
1849 року, в 16 років, Єлизавету Скоропадську видали за багатого й освіченого полтавця графа Лева Милорадовича, на чверть віку старшого за неї. Він народився 25 жовтня 1808 року (за іншими даними — 30 червня 1809-го) в сім'ї відомого історика Григорія Милорадовича (1765—1828). Матір'ю Лева Григоровича була Олександра Павлівна Кочубей (1769—1838), сестра відомого канцлера Катерини II. Родині Милорадовичів належали великі маєтки на Полтавщині, Чернігівщині й Катеринославщині, вона володіла близько 2 тисячами селян.
Подружжя Лева і Єлизавети Милорадовичів володіло 50 тис. десятин землі у Полтаві й Катеринославі. Влітку Єлизавета мешкала у своєму маєтку в Санжарах, а взимку — в Полтаві. Також вони мали маєток у с. Гожули під Полтавою, де був розкішний парк, дендрарій і ботанічний сад. Його картографічний план виконав відомий французький садовий архітектор Франсуа-Жозеф Дювильє.
У шлюбі народила доньку Олександру, яка померла у 1852 році малою і похована на цвинтарі Полтавського Хрестовоздвиженського монастиря.
У сімейному житті назріла криза. Хвороба і смерть дочки стали великою трагедією для Єлизавети. Після втрати графиня віддалилася від чоловіка і сімейного життя. Вона усамітнилася в Тростянці, де прожила тривалий час. У її щоденнику зберігся запис, що смерть Олександри розбила всі її надії і підірвала кохання до чоловіка. Синові Григорію, який народився 30 квітня 1855 р., Єлизавета віддала усю любов і ніжність. Проте дуже скоро зрозуміла, що чоловіка не кохає — вони були духовно далекими людьми. У листах до племінника Григорія Милорадовича вона називала чоловіка «дідом».
Єлизавета часто хворіла, тому неодноразово виїздила на лікування до Києва, Одеси та за кордон — у Відень, Галль, Баден, звідки в листах писала: «Милая, родная Украина, чего бы не дала, чтобы скорее возвратиться и взглянуть на родной Киев». За відсутності графині її справи вів чоловік. У 1858 році в листі до нього Єлизавета писала: «Любезный друг Лев Григорьевич. Вам известно, что болезнь не позволяет мне оставить Киев до полного выздоровления; а потому покорнейше прошу вас: 1, принять на себя труды управления имением, находящегося в Полтавской губернии Кобеляцкого уезда в Новых Санжарах и деревнях <…>».
Чоловік більше 30 років жив і працював у Полтаві, мав чин дійсного статського радника, впродовж 1846—1847 та 1855—1857 років був почесним попечителем Полтавської губернської гімназії, а також почесним попечителем Полтавського училища. Помер він 8 лютого 1879 року у Полтаві, де і був похований на території Хрестовоздвиженського монастиря.

## Світське життя і громадська діяльність
Єлизавета Скоропадська була красунею, що визнавали її сучасники й біографи. Крім того, про графиню тоді говорили як про жінку «емансипе» — без забобонів. Спосіб життя вона вела відповідний: одягалась за останньою французькою модою, красуючись на балах у паризькому вбранні, палила, регулярно їздила за кордон — могла собі це дозволити. Була освіченою, вільно говорила французькою з гарним «паризьким діалектом», а також німецькою. Єлизавета Милорадович самостійно ретельно вивчала англійську, маючи на меті зробити переклад «Історії русів», щоб її іноземні друзі могли осягнути ментальність українського народу.
Духовним наставником Єлизавети Милорадович був Михайло Позен — державний діяч, таємний радник, статс-секретар, один із теоретиків селянської реформи 1861 року, автор програмних праць із цього питання, а, можливо, й закоханий у неї. Імовірно, що саме під впливом Позена Милорадович так гаряче підтримувала ідею звільнення селян. Тільки-но було скасоване кріпацтво, вона подарувала кожному своєму колишньому кріпакові по десятині землі окрім того, що їм припадало згідно з реформою за викуп. Антикріпосницькі погляди Єлизавети раз у раз поглиблювалися, підкріплені забороненою літературою. Графиня отримувала з Петербурга та з-за кордону і поширювала заборонену в російській імперії революційну літературу. Її родич, український історик і етнограф Микола Маркевич (1804—1860) у своєму щоденнику записав: «Лізі Милорадович прислані через пошту 10 томів заборонених книг із Петербурга. Тюк запечатаний був казенними печатками. Та й провезла сама вона через кордон 150 таких же книг, у тому числі всього Герцена».
Окремий розділ в житті графині займали її стосунки з племінником Григорієм Милорадовичем, молодшим за неї на 7 років. Закінчивши Пажеський корпус, якийсь час служив при імператорському дворі. У липні 1859-го дістав звання поручика Кавалергардського полку; звідси іронічні нотки Єлизавети в листі: «До тебе прихильна, дарма що кавалергард» (ці слова вона написала йому по-українськи). До військової кар'єри свого друга ставилася скептично, іронізувала над його «усердной службой на сторожах у тела императрицы». Нагадувала йому, що він «потомок Полуботка» і що його «истинное назначение» — «быть полезным человечеству, а не потешать романовское отродье». А коли Григорій в одному з листів написав, що, можливо, переведеться на Кавказ, Єлизавета була різко проти: «Это желание мне дико. Я понимаю, для пылкой души некоторую прелесть в опасности; понимаю наконец развитое честолюбие, внушающее желание получать награды. Война за свободы, война для защиты отечества против нападка сильного врага — все это дело святое; но отымать у несчастных черкес свободу, их единственное достояние, раздражать их, чтобы искать право защищаясь, быть награжденным, все это варварство, недостойное тебя, мой друг».
У будинку Милорадовичів регулярно влаштовувалися прийоми (так звані журфікси), на які з'являвся весь полтавський і не тільки істеблішмент: Василь Білозерський, Дмитро Пильчиков, Олександр Кониський, Олександр Стронін, Микола Боровиковський та багато інших. Гостював батько відомого українського історика Д. Дорошенка Іван Якович. Від графині Єлизавети він отримав подарунок — празьке видання «Кобзаря» Шевченка. Пізніше Д. Дорошенко назвав Милорадович «великою патріоткою, і меценаткою національної справи, яка жертвувала на національні цілі <…>». На таких прийомах народилася Полтавська громада, яка зробила суттєвий внесок у розвиток освіти і культури Полтавської губернії (фундація недільних шкіл, видання журналу «Основа», підручників для шкіл, організація театральних труп, проведення просвітницьких заходів для селян тощо). Значний внесок у роботу громади зробила сама Єлизавета Милорадович.
Єлизавета Милорадович відіграла велику роль в заснуванні та розвитку найбільших культурно-наукових організацій українців:
- Після заборони видань українською мовою у Російській імперії (див. Валуєвський указ 1863) пожертвувала гроші на розвиток українського руху в Галичині — зокрема, на товариство «Просвіта» (створене в 1868 році) та журнал «Правда».
- Разом з цукрозаводчиком Василем Симиренком відіграла ключову роль в фінансуванні заснування «Літературно-наукового товариства ім. Т. Г. Шевченка» у Львові, в 1873 році (натхненниками заснування виступали відомі діячі Куліш, Кониський, Драгоманов) — внесла на заснування Товариства 20 тис. австрійських крон. Це Товариство з 1893 року перейменоване на Наукове товариство ім. Т.Шевченка), його часто називали «українською академією наук».
- Також з 1878 очолювала Полтавське філантропічне товариство. Підтримувала своїми пожертвами українські видання та недільні школи, жіночу гімназію в Полтаві. Заснувала на свої кошти школу в с. Рибці поблизу Полтави.

## Останні роки
Єлизавета Милорадович померла в Полтаві в ніч з 13 на 14 (27) лютого 1890 року від серцевого нападу. Її смерть була потрясінням для всієї полтавської громади. У часописі «Правда» за березень 1890 р. громадський діяч О. Хропаль так описав останні години її життя:
«Спочила вона несподівано 14 лютого у ночі. У вечері сиділо в неї доволі і, певна річ, нікому й на думку не приходило, що ласкава і привітна господиня вітає їх в останнє. Ледве пороз'їздилися гості, Єлизавета Іванівна пішла спати; лігши, почула себе недобре; швидше послали по лікарів; але за пів години її не було; лікарі застали труп! вмерла вона з параліча в серці. Єлизавета Іванівна була не старого ще віку, не було їй більш, як 54–56 рр.; жити б ще, та жити!».
Похорон відбувся 17 лютого 1890 року. Велелюдна процесія, що супроводжувала її труну до Полтавського Хрестовоздвиженського монастиря — православного чоловічого монастиря (нині — жіночого), заснованого у 1650 році, свідчила про великий авторитет цієї громадської діячки серед полтавців. Єлизавета Милорадович була похована поруч з чоловіком і дочкою Олександрою на монастирському цвинтарі. Напис на фрагменті біломармурового надгробка, вмурованому в пам'ятний знак, споруджений перед входом до обителі, свідчить: «Елизавета Ивановна Милорадович. Скончалась 13 февраля 1890 г.».

## Пам'ять
Вулиця Єлизавети Милорадович у місті Полтава.
Вулиця Милорадович у місті Львів.
У селі Гожули вулицю Цвіточну перейменували на вулицю Єлизавети Милорадович.